# 晋昌郡 (陕西)
晉昌郡，中国东晋南北朝时设置的郡。
东晋永和三年（347年）安置巴汉流民在王水口置晉昌郡，属梁州。治所在王水口（今陕西省石泉县西），故址在今紫阳县西南2.5公里曹家坝，领长乐、宁都等10县，其中有8县为侨县，无实土。谯蜀时属梁州。辖境相当今陕西省石泉县西部、汉阴县南部及紫阳县地区。南朝宋泰始元年（465年）废晉昌郡。南齐建元二年（480年）复设晉昌郡，领长乐等7县，其中有6个侨县。南梁移治长乐县东阳村（今石泉县），旋迁回原治所。西魏废帝三年（554年）改为魏昌郡。北周改为忠诚郡。隋朝开皇三年（583年）隋文帝废忠诚郡，属县石泉县、魏昌县直属金州。